# Darbazi

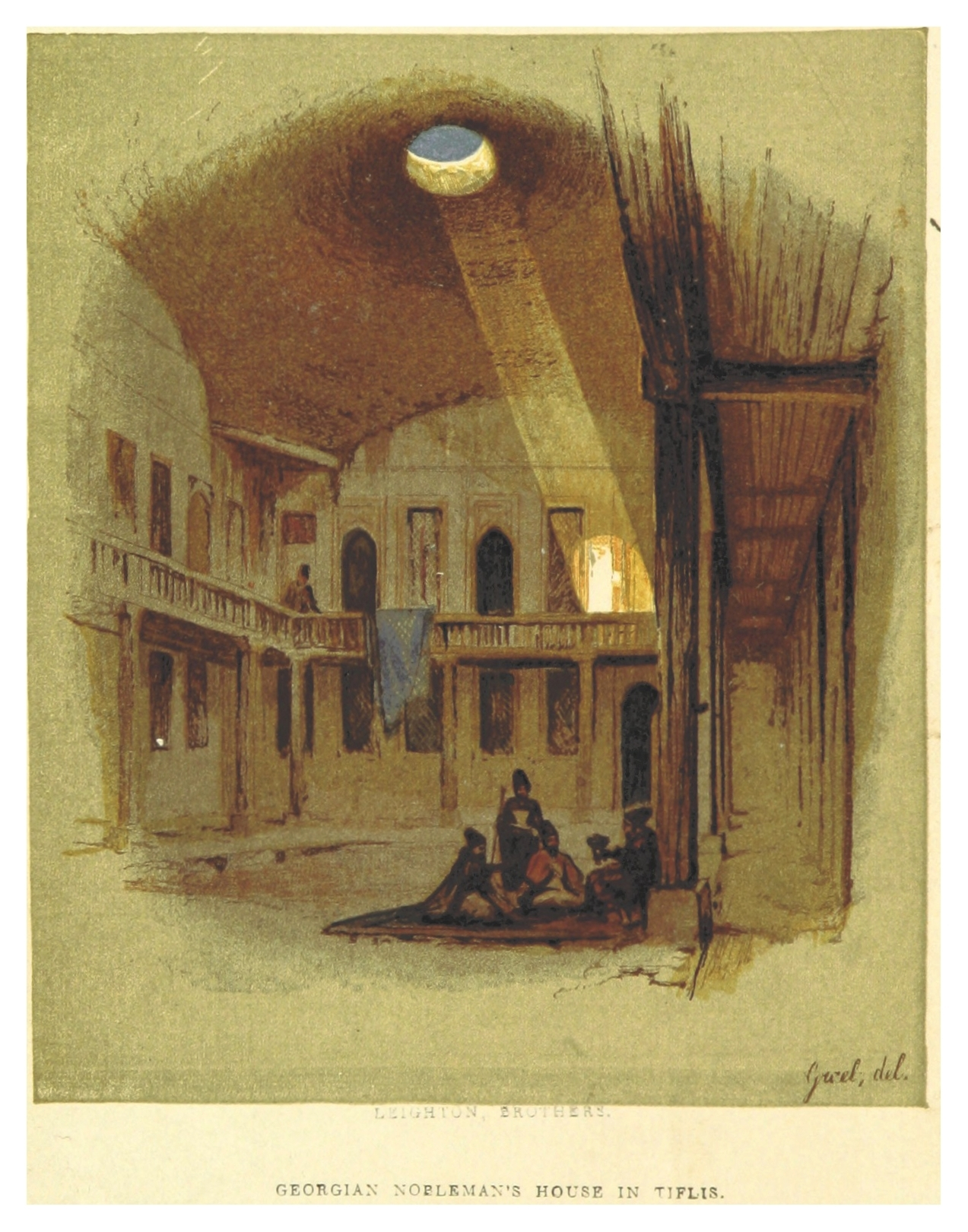
Una casa tipo darbazi de un noble georgiano en Tiflis a principios del.

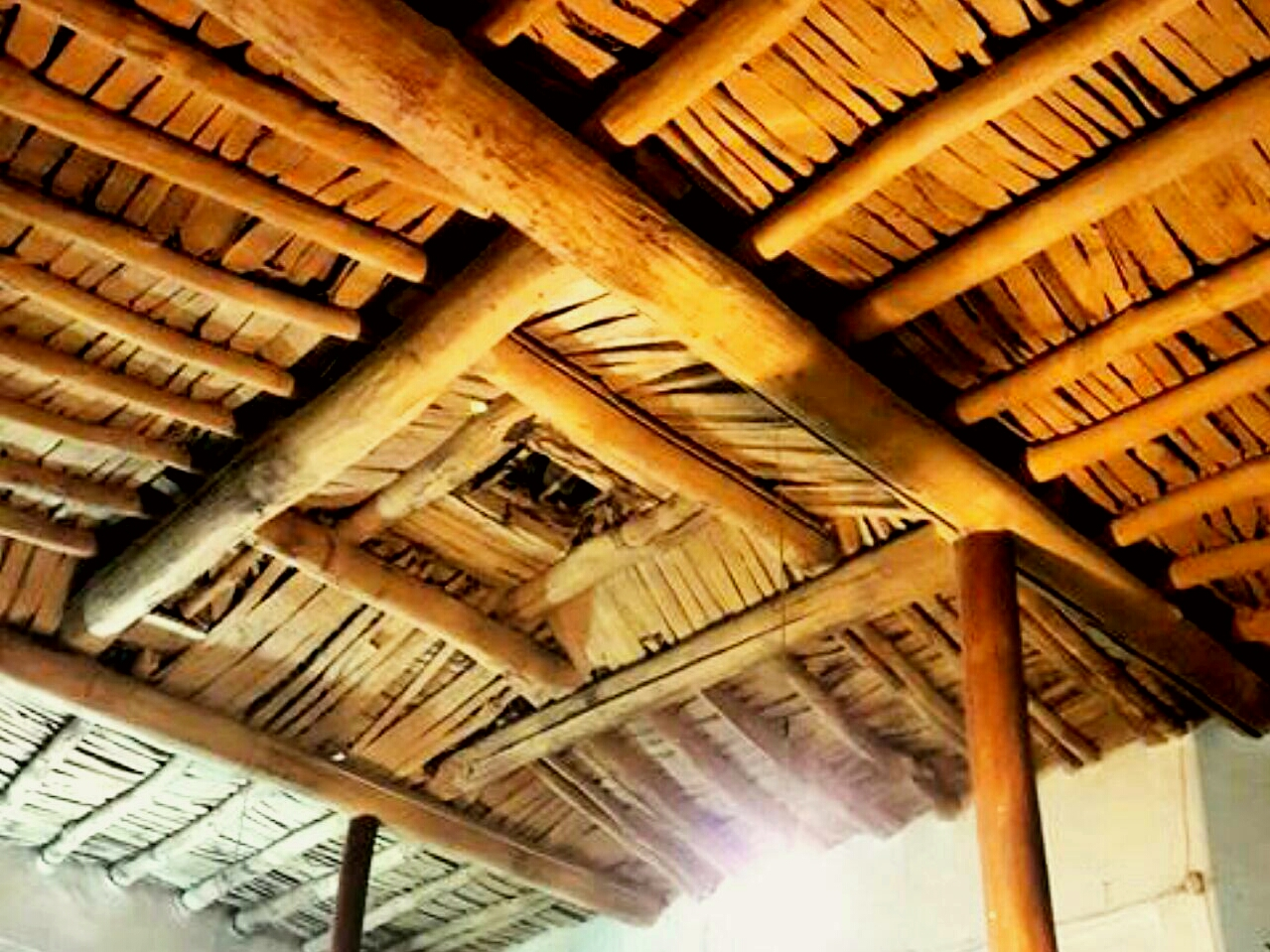
Un techo darbazi superviviente conocido como Gorji poush en un pueblo georgiano.

Darbazi (en idioma georgiano:დარბაზი; en idioma persa:darvāze), es un término utilizado en Georgia para describir una cámara con una estructura de techo de tipo «cúpula de golondrina» que se encuentra en la arquitectura doméstica tradicional de Asia Menor y el Cáucaso Sur. El elemento central es una bóveda piramidal (gvirgvini), apoyada sobre pilares y construida con una serie escalonada de troncos labrados y vigas, con una abertura central en la parte superior que sirve como ventana y salida de humos. La autoridad romana Vitruvio (siglo I a. C.) incluye en su De architectura una descripción de una vivienda cólquida, el antiguo prototipo de una darbazi. Estos techos de linterna se llaman harazashen o glkhatun en Armenia, kirlangiç kubbe o kirlangiç ortu en Turquía, y karadam en Azerbaiyán.
La casa darbazi, con variaciones locales, continuó siendo construida en Georgia hasta el siglo XX. Ocurre extensamente en las provincias de Kartli, Kajetia y la región de Samtsje-Yavajeti. Estas casas a menudo están sostenidas en su base subterránea por vigas y pilares finamente tallados, en particular, el montante de madera maciza conocido como deda-bodzi («pilar madre») que sostiene el peso de los techos con ménsulas. La forma darbazi podría haber influido en la arquitectura cristiana primitiva de Georgia, ya que las antiguas estructuras cristianas redondeadas y octogonales -que se extienden a lo largo y ancho de Italia, Siria y otros lugares- nunca alcanzaron la popularidad que tuvo en Georgia.

## Ilustraciones
- Darbazi in eastern Georgia (cross-section). The Great Soviet Encyclopedia. Consulta 21 de octubre de 2019.
- Gvirgvini. The Great Soviet Encyclopedia. Consulta 21 de octubre de 2019.
- Deda-Bodzi. The Great Soviet Encyclopedia. Consulta 21 de octubre de 2019.